# Campeonato Sudamericano de Voleibol Masculino Sub-19 de 2022
El XXII Campeonato Sudamericano de Voleibol Masculino Sub-19 de 2022 fue un torneo de selecciones sudamericanas de jugadores hasta 19 años que se llevó a cabo en Araguari (Brasil) del 24 al 28 de agosto de 2022. El torneo fue organizado por la Confederación Sudamericana de Voleibol (CSV) y otorgó tres cupos para el Campeonato Mundial de Voleibol Masculino Sub-19 de 2023. Es el primer campeonato sudamericano juvenil masculino a realizarse luego de la Pandemia de COVID-19.

## País anfitrión y ciudad sede
| AraguariAraguari, sede del Campeonato Sudamericano de Voleibol Masculino Sub-19 de 2022. | Araguari                                   |
| ---------------------------------------------------------------------------------------- | ------------------------------------------ |
| AraguariAraguari, sede del Campeonato Sudamericano de Voleibol Masculino Sub-19 de 2022. | Polideportivo General Mário Brum Negreiros |
| AraguariAraguari, sede del Campeonato Sudamericano de Voleibol Masculino Sub-19 de 2022. | Capacidad: 2200 espectadores               |
| AraguariAraguari, sede del Campeonato Sudamericano de Voleibol Masculino Sub-19 de 2022. |                                            |

### Formato de competición
Los seis equipos participantes se dividieron primero en dos grupos de tres equipos cada uno, enfrentados en un Sistema de todos contra todos. Los dos primeros equipos de cada grupo se enfrentaron en semifinales en forma cruzada (el ganador de un grupo contra el ubicado en segunda posición del otro), enfrentándose luego los ganadores en una final.

#### Clasificación al Mundial Sub-19
Los tres primeros del certamen lograron la clasificación al Campeonato Mundial de Voleibol Masculino Sub-19 a disputarse en 2023.

## Equipos participantes
Seis selecciones confirmaron su participación en la competencia.
- Argentina
- Brasil
- Chile
- Colombia
- Perú
- Uruguay

### Grupos
| Grupo A | Grupo B   |
| ------- | --------- |
| Brasil  | Argentina |
| Chile   | Colombia  |
| Perú    | Uruguay   |

## Resultados
- Las horas indicadas corresponden al huso horario local de Brasilia: UTC-3.

### Fase de grupos
– Clasificados a las semifinales.

#### Grupo A
| Pos. | Equipo | Partidos | Partidos | Partidos | Pts. | Sets | Sets | Sets  | Puntos | Puntos | Puntos |
| Pos. | Equipo | PJ       | PG       | PP       | Pts. | SG   | SP   | Ratio | PG     | PP     | Ratio  |
| ---- | ------ | -------- | -------- | -------- | ---- | ---- | ---- | ----- | ------ | ------ | ------ |
| 1    | Brasil | 2        | 2        | 0        | 6    | 6    | 0    | MAX   | 154    | 104    | 1.481  |
| 2    | Chile  | 2        | 1        | 1        | 3    | 3    | 5    | 0.600 | 163    | 175    | 0.931  |
| 3    | Perú   | 2        | 0        | 2        | 0    | 2    | 6    | 0.333 | 140    | 178    | 0.786  |

| Fecha¹       | Hora  | Equipo 1 | Res.  | Equipo 2 | Set 1 | Set 2 | Set 3 | Set 4 | Set 5 | Total    | Reporte |
| ------------ | ----- | -------- | ----- | -------- | ----- | ----- | ----- | ----- | ----- | -------- | ------- |
| 24 de agosto | 20:00 | Brasil   | 3 – 0 | Perú     | 25-11 | 25-19 | 25-14 |       |       | 75 – 44  | CSV     |
| 25 de agosto | 20:00 | Brasil   | 3 – 0 | Chile    | 25-20 | 29-27 | 25-13 |       |       | 79 - 60  | CSV     |
| 26 de agosto |       | Chile    | 3 – 2 | Perú     | 25-20 | 25-14 | 17-25 | 21-25 | 15-12 | 103 - 96 | CSV     |

#### Grupo B
| Pos. | Equipo    | Partidos | Partidos | Partidos | Pts. | Sets | Sets | Sets  | Puntos | Puntos | Puntos |
| Pos. | Equipo    | PJ       | PG       | PP       | Pts. | SG   | SP   | Ratio | PG     | PP     | Ratio  |
| ---- | --------- | -------- | -------- | -------- | ---- | ---- | ---- | ----- | ------ | ------ | ------ |
| 1    | Argentina | 2        | 2        | 0        | 5    | 6    | 2    | 3.000 | 174    | 124    | 1.403  |
| 2    | Colombia  | 2        | 1        | 1        | 4    | 5    | 3    | 1.667 | 169    | 134    | 1.261  |
| 3    | Uruguay   | 2        | 0        | 2        | 0    | 0    | 6    | 0.000 | 55     | 150    | 0.367  |

| Fecha¹       | Hora | Equipo 1  | Res.  | Equipo 2 | Set 1 | Set 2 | Set 3 | Set 4 | Set 5 | Total   | Reporte |
| ------------ | ---- | --------- | ----- | -------- | ----- | ----- | ----- | ----- | ----- | ------- | ------- |
| 24 de agosto |      | Argentina | 3 – 0 | Uruguay  | 25-10 | 25-8  | 25-12 |       |       | 75 – 30 | CSV     |
| 25 de agosto |      | Colombia  | 3 – 0 | Uruguay  | 25-12 | 25-13 | 25-10 |       |       | 75 – 35 | CSV     |
| 26 de agosto |      | Argentina | 3 – 2 | Colombia | 17-25 | 17-25 | 25-18 | 25-16 | 15-10 | 99 – 94 | CSV     |

### Fase final

##### Partido por el 5.º y 6.º puesto
| Fecha        | Hora | Equipo 1 | Res.  | Equipo 2 | Set 1 | Set 2 | Set 3 | Set 4 | Set 5 | Total   | Reporte |
| ------------ | ---- | -------- | ----- | -------- | ----- | ----- | ----- | ----- | ----- | ------- | ------- |
| 27 de agosto |      | Uruguay  | 3 – 0 | Perú     | 25-21 | 25-23 | 25-19 |       |       | 75 - 63 | CSV     |

#### Clasificación1.eral 4.º puesto
|  | Semifinales | Semifinales |   |       | Final                     | Final |  |
|  |             |             |   |       |                           |       |  |
|  |             |             |   |       |                           |       |  |
|  | Colombia    | 1           |   |       |                           |       |  |
|  | Brasil      | 3           |   |       |                           |       |  |
|  |             |             |   |       |                           |       |  |
|  |             |             |   |       |                           |       |  |
|  |             |             |   |       | Brasil                    | 0     |  |
|  |             | Argentina   | 3 |       |                           |       |  |
|  |             |             |   |       |                           |       |  |
|  |             |             |   |       |                           |       |  |
|  |             |             |   |       | Partido 3.er y 4.º puesto |       |  |
|  |             |             |   |       |                           |       |  |
|  | Argentina   | 3           |   | Chile | 0                         |       |  |
|  | Chile       | 0           |   |       | Colombia                  | 3     |  |

##### Semifinales
| Fecha        | Hora | Equipo 1  | Res.  | Equipo 2 | Set 1 | Set 2 | Set 3 | Set 4 | Set 5 | Total   | Reporte |
| ------------ | ---- | --------- | ----- | -------- | ----- | ----- | ----- | ----- | ----- | ------- | ------- |
| 27 de agosto |      | Argentina | 3 – 0 | Chile    | 25-12 | 25-16 | 25-20 |       |       | 75 – 48 | CSV     |
| 27 de agosto |      | Brasil    | 3 – 1 | Colombia | 25-15 | 25-18 | 23-25 | 25-14 |       | 98 - 72 | CSV     |

##### Partido por el3.ery 4.º puesto
| Fecha        | Hora | Equipo 1 | Res.  | Equipo 2 | Set 1 | Set 2 | Set 3 | Set 4 | Set 5 | Total   | Reporte |
| ------------ | ---- | -------- | ----- | -------- | ----- | ----- | ----- | ----- | ----- | ------- | ------- |
| 28 de agosto |      | Chile    | 0 - 3 | Colombia | 14-25 | 17-25 | 14-25 |       |       | 45 - 75 | CSV     |

##### Final
| Fecha        | Hora  | Equipo 1 | Res.  | Equipo 2  | Set 1 | Set 2 | Set 3 | Set 4 | Set 5 | Total   | Reporte |
| ------------ | ----- | -------- | ----- | --------- | ----- | ----- | ----- | ----- | ----- | ------- | ------- |
| 28 de agosto | 15:00 | Brasil   | 0 - 3 | Argentina | 19-25 | 26-28 | 20-25 |       |       | 65 - 78 | CSV     |

## Clasificación general
| Pos.              | Selección |
| ----------------- | --------- |
| Medalla de oro    | Argentina |
| Medalla de plata  | Brasil    |
| Medalla de bronce | Colombia  |
| 4                 | Chile     |
| 5                 | Uruguay   |
| 6                 | Perú      |

## Equipo ideal
Al culminar la competición la organización del torneo designó un equipo ideal de la competencia:
- Jugador más valioso (MVP)

 Bryan
- Equipo ideal

 João Gameiro (Líbero)
 Samuel (Central)
 João Pedro (Punta)
 Fausto Díaz
 Emiliano Molini
 Lucas Astegiano

## Clasificados al Mundial U-19 de 2023
| Bandera de Argentina | Bandera de Brasil | Bandera de Colombia |
| Argentina            | Brasil            | Colombia            |